# Championnat de Russie de football de troisième division 2020-2021
Navigation
Édition précédente Édition suivante
La saison 2020-2021 de PFL est la vingt-neuvième édition de la troisième division russe. C'est la neuvième édition qui se déroule sous forme de championnat d'hiver, suivant le calendrier utilisé dans la majorité des championnats des pays d'Europe de l'Ouest. Elle démarre le 9 août 2020 et se termine le 15 juin 2021.
Les soixante-quatre clubs participants sont divisés en quatre groupes établis sur une base géographique et contenant 15 à 17 équipes chacune. Ils s'y s'affrontent deux fois, à domicile et à l'extérieur. En fin de saison, le vainqueur de chaque groupe est directement promu en deuxième division tandis que le dernier est relégué en quatrième division amateur. Il faut cependant noter que cette relégation est rarement effective dans les faits étant donné le nombre réduit d'équipes participantes, les clubs finissant derniers n'ayant en réalité qu'à renouveler leur licence professionnelle pour rester dans la compétition pour la saison suivante.
Cette saison voit la disparition de l'ancienne zone Est par manque de participants. Les cinq clubs y ayant pris part la saison précédente sont alors dispersés au sein des quatre autres zones.

## Compétition

### Règlement
Le classement est établi sur le barème de points suivant : trois points pour une victoire, un pour un match nul et aucun pour une défaite. Pour départager les équipes à égalité de points, les critères suivants sont utilisés :
1. Confrontations directes (points, matchs gagnés, différence de buts, buts marqués, buts marqués à l'extérieur)
2. Nombre de matchs gagnés
3. Différence de buts générale
4. Buts marqués (général)
5. Buts marqués à l'extérieur (général)

### Groupe 1

#### Participants
Le groupe 1 remplace l'ancienne zone Sud et contient donc en grande partie les équipes y ayant pris part la saison précédente.
Légende des couleurs
- Promu de quatrième division

| Club                       | D3 depuis | Classement 2019-2020 |
| -------------------------- | --------- | -------------------- |
| Droujba Maïkop             | 1999      | 3 (Sud)              |
| Tchernomorets Novorossiisk | 2012      | 4 (Sud)              |
| Legion-Dinamo Makhatchkala | 2016      | 5 (Sud)              |
| Dinamo Stavropol           | 2015      | 6 (Sud)              |
| FK Makhatchkala            | 2019      | 7 (Sud)              |
| SKA Rostov                 | 2015      | 8 (Sud)              |
| Biolog-Novokoubansk        | 2011      | 9 (Sud)              |
| Machouk-KMV Piatigorsk     | 2009      | 10 (Sud)             |
| Kouban Krasnodar           | 2018      | 11 (Sud)             |
| Inter Tcherkessk           | 2019      | 12 (Sud)             |
| Spartak Naltchik           | 2017      | 13 (Sud)             |
| FK Krasnodar-3             | 2018      | 14 (Sud)             |
| Anji Makhatchkala          | 2019      | 15 (Sud)             |
| Kouban Holding Pavlovskaïa | 2020      | 1 (D5, Krasnodar)    |
| FK Iessentouki             | 2020      | Fondation            |
| Forte Taganrog             | 2020      | Fondation            |
| FK Touapsé                 | 2020      | Fondation            |

#### Classement
| Rang | Équipe                       | Pts | J  | G  | N  | P  | Bp | Bc  | Diff |
| ---- | ---------------------------- | --- | -- | -- | -- | -- | -- | --- | ---- |
| 1    | Kouban Krasnodar             | 80  | 32 | 26 | 2  | 4  | 88 | 22  | +66  |
| 2    | Kouban Holding Pavlovskaïa P | 77  | 32 | 24 | 5  | 3  | 63 | 24  | +39  |
| 3    | Tchernomorets Novorossiisk   | 72  | 32 | 22 | 6  | 4  | 57 | 19  | +38  |
| 4    | Legion-Dinamo Makhatchkala   | 61  | 32 | 16 | 13 | 3  | 56 | 22  | +34  |
| 5    | SKA Rostov                   | 59  | 32 | 18 | 5  | 9  | 70 | 34  | +36  |
| 6    | Anji Makhatchkala            | 51  | 32 | 14 | 9  | 9  | 59 | 43  | +16  |
| 7    | Dinamo Stavropol             | 48  | 32 | 14 | 6  | 12 | 51 | 45  | +6   |
| 8    | Forte Taganrog P             | 47  | 32 | 13 | 8  | 11 | 53 | 32  | +21  |
| 9    | FK Makhatchkala              | 47  | 32 | 13 | 8  | 11 | 48 | 42  | +6   |
| 10   | Spartak Naltchik             | 42  | 32 | 11 | 9  | 12 | 43 | 38  | +5   |
| 11   | Biolog-Novokoubansk          | 39  | 32 | 12 | 3  | 17 | 61 | 53  | +8   |
| 12   | FK Krasnodar-3               | 36  | 32 | 10 | 6  | 16 | 40 | 57  | -17  |
| 13   | Machouk-KMV Piatigorsk       | 34  | 32 | 9  | 7  | 16 | 40 | 56  | -16  |
| 14   | Droujba Maïkop               | 25  | 32 | 7  | 4  | 21 | 27 | 79  | -52  |
| 15   | Inter Tcherkessk             | 18  | 32 | 4  | 6  | 22 | 28 | 89  | -61  |
| 16   | FK Touapsé P                 | 15  | 32 | 4  | 3  | 25 | 37 | 112 | -75  |
| 17   | FK Iessentouki P             | 13  | 32 | 3  | 4  | 25 | 26 | 80  | -54  |

Promotion en deuxième division
- 1er : promotion

Relégation
- 12e et 15e : relégation administrative

Abréviations
- P : Promu de quatrième division

1. ↑  Le FK Krasnodar-3 se retire volontairement de la compétition à l'issue de la saison[4].
2. ↑  L'Inter Tcherkessk n'obtient pas de licence pour la saison 2021-2022 et se retire donc de la compétition[5].

### Groupe 2

#### Participants
Le groupe 2 remplace l'ancienne zone Ouest et contient donc en grande partie les équipes y ayant pris part la saison précédente.
Légende des couleurs
- Promu de quatrième division

| Club                           | D3 depuis | Classement 2019-2020 |
| ------------------------------ | --------- | -------------------- |
| Olimp-Dolgoproudny             | 2012      | 2 (Ouest)            |
| Zénith-2 Saint-Pétersbourg     | 2019      | 3 (Ouest)            |
| Torpedo Vladimir               | 2013      | 4 (Ouest)            |
| FK Tchita                      | 2010      | 4 (Est)              |
| FK Leningradets                | 2018      | 5 (Ouest)            |
| Zénith Irkoutsk                | 2016      | 6 (Est)              |
| FK Mourom                      | 2017      | 7 (Ouest)            |
| Rodina Moscou                  | 2019      | 8 (Ouest)            |
| Kazanka Moscou                 | 2017      | 10 (Ouest)           |
| FK Kolomna                     | 2013      | 11 (Ouest)           |
| Znamia Trouda Orekhovo-Zouïevo | 2007      | 12 (Ouest)           |
| Louki-Energia Velikié Louki    | 2017      | 13 (Ouest)           |
| Zvezda Saint-Pétersbourg       | 2019      | 14 (Ouest)           |
| FK Smolensk                    | 2020      | Fondation            |
| FK Tver (ru)                   | 2020      | Fondation            |
| Dynamo-2 Moscou                | 2020      | Refondation          |

#### Classement
| Rang | Équipe                         | Pts | J  | G  | N  | P  | Bp | Bc | Diff |
| ---- | ------------------------------ | --- | -- | -- | -- | -- | -- | -- | ---- |
| 1    | Olimp-Dolgoproudny             | 69  | 29 | 21 | 6  | 2  | 48 | 18 | +30  |
| 2    | Zénith-2 Saint-Pétersbourg     | 59  | 30 | 17 | 8  | 5  | 56 | 26 | +30  |
| 3    | Dynamo-2 Moscou P              | 58  | 30 | 17 | 7  | 6  | 63 | 37 | +26  |
| 4    | FK Tver (ru) P                 | 56  | 29 | 17 | 5  | 7  | 53 | 27 | +26  |
| 5    | FK Leningradets                | 54  | 30 | 16 | 6  | 8  | 51 | 29 | +22  |
| 6    | Kazanka Moscou                 | 48  | 30 | 13 | 9  | 8  | 52 | 39 | +13  |
| 7    | Rodina Moscou                  | 45  | 30 | 12 | 9  | 9  | 59 | 46 | +13  |
| 8    | Zvezda Saint-Pétersbourg       | 42  | 29 | 10 | 12 | 7  | 41 | 29 | +12  |
| 9    | Torpedo Vladimir               | 39  | 30 | 12 | 3  | 15 | 40 | 40 | 0    |
| 10   | Znamia Trouda Orekhovo-Zouïevo | 33  | 30 | 8  | 9  | 13 | 31 | 39 | -8   |
| 11   | FK Smolensk P                  | 31  | 30 | 8  | 7  | 15 | 26 | 46 | -20  |
| 12   | FK Mourom                      | 30  | 30 | 7  | 9  | 14 | 32 | 42 | -10  |
| 13   | Louki-Energia Velikié Louki    | 30  | 29 | 9  | 3  | 17 | 31 | 53 | -22  |
| 14   | FK Tchita                      | 25  | 28 | 7  | 4  | 17 | 26 | 60 | -34  |
| 15   | FK Kolomna                     | 22  | 30 | 5  | 7  | 18 | 38 | 63 | -25  |
| 16   | Zénith Irkoutsk                | 17  | 30 | 5  | 2  | 23 | 15 | 68 | -53  |

- 1er : promotion
- 16e : abandon

Abréviations
- P : Promu de quatrième division

1. ↑  Le Zénith Irkoutsk annonce sa dissolution le 1er avril 2021 et se retire de la compétition[6]. Ses rencontres restantes sont comptées comme des défaites techniques 3-0.

### Groupe 3

#### Participants
Le groupe 3 remplace l'ancienne zone Centre et contient donc en grande partie les équipes y ayant pris part la saison précédente.
Légende des couleurs
- Relégué de deuxième division
- Promu de quatrième division

| Club                        | D3 depuis | Classement 2019-2020 |
| --------------------------- | --------- | -------------------- |
| Avangard Koursk             | 2020      | 13                   |
| Metallourg Lipetsk          | 2010      | 2 (Centre)           |
| Sakhaline Ioujno-Sakhalinsk | 2016      | 2 (Est)              |
| Sokol Saratov               | 2017      | 3 (Centre)           |
| Saliout Belgorod            | 2018      | 4 (Centre)           |
| Khimik-Arsenal Novomoskovsk | 2017      | 5 (Centre)           |
| FK Riazan                   | 2010      | 6 (Centre)           |
| FK Kalouga                  | 2010      | 9 (Centre)           |
| Saturn Ramenskoïe           | 2016      | 10 (Centre)          |
| FK Khimki-M                 | 2018      | 11 (Centre)          |
| Stroguino Moscou            | 2013      | 12 (Centre)          |
| Kvant Obninsk (en)          | 2018      | 14 (Centre)          |
| FK Krasny                   | 2020      | 1 (D4, Tchernozem)   |
| Znamia Noguinsk             | 2020      | 2 (D4, Podmoskovié)  |
| Fakel-M Voronej             | 2020      | 9 (D4, Tchernozem)   |
| Metallourg Vidnoïe          | 2020      | Fondation            |

#### Classement
| Rang | Équipe                      | Pts | J  | G  | N  | P  | Bp | Bc | Diff |
| ---- | --------------------------- | --- | -- | -- | -- | -- | -- | -- | ---- |
| 1    | Metallourg Lipetsk          | 63  | 30 | 19 | 6  | 5  | 59 | 28 | +31  |
| 2    | FK Riazan                   | 59  | 30 | 19 | 2  | 9  | 57 | 33 | +24  |
| 3    | Saturn Ramenskoïe           | 58  | 30 | 17 | 7  | 6  | 63 | 29 | +34  |
| 4    | Saliout Belgorod            | 56  | 30 | 16 | 8  | 6  | 56 | 25 | +31  |
| 5    | Sokol Saratov               | 55  | 30 | 16 | 7  | 7  | 44 | 21 | +23  |
| 6    | Stroguino Moscou            | 48  | 30 | 15 | 3  | 12 | 51 | 42 | +9   |
| 7    | FK Kalouga                  | 47  | 30 | 14 | 5  | 11 | 50 | 37 | +13  |
| 8    | Khimik-Arsenal Novomoskovsk | 43  | 30 | 11 | 10 | 9  | 45 | 41 | +4   |
| 9    | Znamia Noguinsk P           | 43  | 30 | 11 | 10 | 9  | 44 | 38 | +6   |
| 10   | FK Krasny P                 | 40  | 30 | 11 | 7  | 12 | 40 | 49 | -9   |
| 11   | Avangard Koursk R           | 36  | 30 | 9  | 9  | 12 | 35 | 41 | -6   |
| 12   | FK Khimki-M                 | 32  | 30 | 10 | 2  | 18 | 42 | 65 | -23  |
| 13   | Kvant Obninsk (en)          | 28  | 30 | 7  | 7  | 16 | 31 | 54 | -23  |
| 14   | Metallourg Vidnoïe P        | 25  | 30 | 8  | 1  | 21 | 32 | 76 | -44  |
| 15   | Fakel-M Voronej P           | 20  | 30 | 5  | 5  | 20 | 22 | 64 | -42  |
| 16   | Sakhaline Ioujno-Sakhalinsk | 19  | 30 | 4  | 7  | 19 | 26 | 54 | -28  |

Promotion en deuxième division
- 1er : promotion

Relégation
- 10e : relégation administrative

Abréviations
- R : Relégué de deuxième division
- P : Promu de quatrième division

1. ↑  Le FK Krasny n'obtient pas de licence pour la saison 2021-2022 et se retire donc de la compétition[5].

### Groupe 4

#### Participants
Le groupe 4 remplace l'ancienne zone Oural-Privoljié et contient donc en grande partie les équipes y ayant pris part la saison précédente.
Légende des couleurs
- Promu de quatrième division

| Club                     | D3 depuis | Classement 2019-2020 |
| ------------------------ | --------- | -------------------- |
| FK Tcheliabinsk          | 1998      | 2 (Oural-Privoljié)  |
| Oural-2 Iekaterinbourg   | 2017      | 3 (Oural-Privoljié)  |
| FK Novossibirsk          | 2019      | 3 (Est)              |
| Kamaz Naberejnye Tchelny | 2016      | 4 (Oural-Privoljié)  |
| Lada Dimitrovgrad        | 2019      | 5 (Oural-Privoljié)  |
| Dinamo Barnaoul          | 2014      | 5 (Est)              |
| Zvezda Perm              | 2018      | 6 (Oural-Privoljié)  |
| Nosta Novotroïtsk        | 2010      | 7 (Oural-Privoljié)  |
| Volga Oulianovsk         | 2009      | 8 (Oural-Privoljié)  |
| Zénith Ijevsk            | 2011      | 9 (Oural-Privoljié)  |
| FK Tioumen               | 2019      | 10 (Oural-Privoljié) |
| Lada Togliatti           | 2012      | 11 (Oural-Privoljié) |
| Volna Kovernino          | 2020      | 3 (D4, Privoljié)    |
| Krylia Sovetov-2 Samara  | 2020      | Refondation          |
| FK Orenbourg-2           | 2020      | Refondation          |

#### Classement
| Rang | Équipe                    | Pts | J  | G  | N | P  | Bp | Bc  | Diff |
| ---- | ------------------------- | --- | -- | -- | - | -- | -- | --- | ---- |
| 1    | Kamaz Naberejnye Tchelny  | 64  | 28 | 21 | 1 | 6  | 75 | 25  | +50  |
| 2    | FK Tioumen                | 63  | 28 | 19 | 6 | 3  | 55 | 22  | +33  |
| 3    | FK Tcheliabinsk           | 59  | 28 | 19 | 2 | 7  | 62 | 22  | +40  |
| 4    | Volga Oulianovsk          | 59  | 28 | 18 | 5 | 5  | 45 | 15  | +30  |
| 5    | FK Novossibirsk           | 58  | 28 | 17 | 7 | 4  | 53 | 25  | +28  |
| 6    | Zvezda Perm               | 55  | 28 | 17 | 4 | 7  | 54 | 29  | +25  |
| 7    | Dinamo Barnaoul           | 44  | 28 | 14 | 2 | 12 | 33 | 38  | -5   |
| 8    | Nosta Novotroïtsk         | 36  | 28 | 10 | 6 | 12 | 38 | 40  | -2   |
| 9    | Oural-2 Iekaterinbourg    | 35  | 28 | 9  | 8 | 11 | 39 | 40  | -1   |
| 10   | Volna Kovernino P         | 35  | 28 | 10 | 5 | 13 | 32 | 39  | -7   |
| 11   | Lada Dimitrovgrad         | 27  | 28 | 6  | 9 | 13 | 33 | 34  | -1   |
| 12   | Zénith Ijevsk             | 22  | 28 | 5  | 7 | 16 | 31 | 43  | -12  |
| 13   | Lada Togliatti            | 13  | 28 | 3  | 4 | 21 | 15 | 100 | -85  |
| 14   | Krylia Sovetov-2 Samara P | 12  | 28 | 3  | 3 | 22 | 25 | 63  | -38  |
| 15   | FK Orenbourg-2 P          | 12  | 28 | 3  | 3 | 22 | 15 | 70  | -55  |

Promotion en deuxième division
- 1er : promotion

Relégation
- 11e et 14e : relégation administrative

Abréviations
- P : Promu de quatrième division

1. ↑  Le Lada Dimitrovgrad n'obtient pas de licence pour la saison 2021-2022 et se retire donc de la compétition[5].
2. ↑  Le Krylia Sovetov-2 Samara se retire de la compétition à l'issue de la saison.